# Premis Cóndor de Plata 2016
La 64a edició dels Premis Cóndor de Plata 2016, concedits per l'Asociación de Cronistas Cinematográficos de la Argentina, va tenir lloc el 3 d'octubre de 2016 al Centro Cultural Kirchner de Buenos Aires, on es va reconèixer a les millors pel·lícules argentines estrenades durant l'any 2015. Fou retransmesa per la Televisión Pública Argentina i presentada per Gabriela Radice. Les nominacions van ser anunciades en la 12a trobada Pantalla Pinamar el març de 2016 a la seu de l'Asociación de Cronistas.
Enguany, es va implementar un premi al Millor Audiovisual per a Plataforma Digital. Aquest guardó s'inclou a causa dels canvis en les formes de distribució i exhibició de continguts. Avui no són només les sales de cinemes les que alberguen les pel·lícules sinó també les multiplataformes que generen continguts propis. En aquesta primera edició del premi es van decidir incloure continguts realitzats per cineastes i /o presentats en festivals de cinema i que no hagin estat realitzats exclusivament per a TV.

## Guanyadors i nominats
En el següent quadre es mostren les diferents pel·lícules que van rebre alguna nominació, així com la quantitat de guardons obtinguts.
| pel·lícula                          | Nominaciones | Premios |
| ----------------------------------- | ------------ | ------- |
| El patrón: radiografía de un crimen | 12           | 4       |
| Eva no duerme                       | 11           | 5       |
| El Clan                             | 10           | 2       |
| Kryptonita                          | 8            | 1       |
| La patota                           | 8            | 2       |
| Mi amiga del parque                 | 6            | 1       |
| Ciencias naturales                  | 4            | 2       |
| Mariposa                            | 4            | 0       |
| Pasaje de vida                      | 4            | 0       |
| Abzurdah                            | 3            | 0       |
| El incendio                         | 3            | 0       |
| Cómo funcionan casi todas las cosas | 2            | 0       |
| Pistas para volver a casa           | 2            | 0       |
| La Salada                           | 2            | 1       |
| La vida de alguien                  | 2            | 1       |
| Los del suelo                       | 2            | 0       |
| Cómo ganar enemigos                 | 1            | 0       |
| Damiana Kryygi                      | 1            | 0       |
| El 5 de Talleres                    | 1            | 0       |
| El desierto                         | 1            | 0       |
| El prisionero irlandés              | 1            | 0       |
| Entre Ríos, todo lo que no dijimos  | 1            | 0       |
| La calle de los pianistas           | 1            | 1       |
| La mujer de los perros              | 1            | 0       |
| La sombra                           | 1            | 0       |
| Merello x Carreras                  | 1            | 0       |
| NEY, Nosotros, ellos y yo           | 1            | 0       |
| Pájaros negros                      | 1            | 0       |

## Premis
| Millor pel·lícula | Millor director |
| --- | --- |
| - El patrón: radiografía de un crimen - El Clan - Eva no duerme - La patota - Mi amiga del parque | - Pablo Agüero – Eva no duerme - Ana Katz – Mi amiga del parque - Santiago Mitre – La patota - Pablo Trapero – El Clan - Sebastián Schindel – El patrón: radiografía de un crimen |
| Millor actor | Millor actriu |
| - Joaquín Furriel – El patrón: radiografía de un crimen - Guillermo Francella – El Clan - Esteban Lamothe – El 5 de Talleres - Lautaro Delgado – Los del suelo - Martín Slipak – Cómo ganar enemigos                                                                     | - Dolores Fonzi – La patota - Pilar Gamboa – El incendio - Verónica Llinás – La mujer de los perros - Érica Rivas – Pistas para volver a casa - Julieta Zylberberg – Mi amiga del parque                                                                                                  |
| Millor actor de repartiment | Millor actriu de repartiment |
| - Lautaro Delgado – Kryptonita - Diego Cremonesi – Kryptonita - Daniel Fanego – Eva no duerme - Miguel Ángel Solá – Pasaje de vida - Luis Ziembrowsky – El patrón: radiografía de un crimen                                                                              | - Mónica Lairana – El patrón: radiografía de un crimen - Maricel Álvarez – Mi amiga del parque - Sofía Brito – Eva no duerme - Ana Katz – Mi amiga del parque - Susana Varela' – Kryptonita                                                                                               |
| Millor Revelació masculina | Millor Revelació femenina |
| - Peter Lanzani – El Clan - Juan Barberini – El incendio - Marco Antonio Caponi – Pasaje de vida - Julián Infantino – Mariposa - Limbert Ticona – La Salada | - Paola Barrientos – Ciencias naturales - Paula Hertzog – Ciencias naturales - Laura López Moyano – La patota - Eugenia Suárez – Abzurdah - Malena Villa – Mariposa |
| Millor pel·lícula documental | Millor opera prima |
| - La calle de los pianistas – Mariano Nante - Damiana Kryygi – Alejandro Fernández Mouján - La sombra – Javier Olivera - Merello x Carreras – Victoria Carreras - NEY, Nosotros, ellos y yo – Nicolás Avruj                                                              | - La Salada – Juan Martín Hsu - Ciencias naturales – Matías Lucchesi - Cómo funcionan casi todas las cosas – Fernando Salem - El incendio – Juan Schnitman - Entre Ríos, todo lo que no dijimos – Nelson Schmunk - Pistas para volver a casa – Jazmín Stuart                              |
| Millor guió original | Millor guió adaptat |
| - Ana Katz e Inés Bortagaray – Mi amiga del parque - Pablo Agüero – Eva no duerme - Marco Berger – Mariposa - Matías Lucchesi i Gonzalo Salaya – Ciencias naturales - Fernando Salem i Esteban Garelli – Cómo funcionan casi todas las cosas                             | - La patota – Santiago Mitre i Mariano Llinás - Abzurdah– Alejandro Montiel, Daniela Goggi i Alberto Rojas Apel - El patrón: radiografía de un crimen – Sebastián Schindel, Nicolás Batlle i Javier Olivera - Kryptonita – Nicanor Loreti i Camilo De Cabo - Los del suelo – Juan Baldana |
| Millor Fotografia | Millor Muntatge |
| - Iván Gierasinchuk – Eva no duerme - Julián Apezteguia – El Clan - Gustavo Biazzi – La patota - Marcelo Iaccarino – El patrón: radiografía de un crimen - Fernando Lockett – La vida de alguien                                                                         | - Pablo Trapero i Alejandro Carrillo – El Clan - Marco Berger – Mariposa - La patota – Delfina Castagnino, Leandro Aste i Joanna Collier - El patrón: radiografía de un crimen – Andrés Ciambotti i Sebastián Schindel - Kryptonita – Nicanor Loreti i Francisco Freixá                   |
| Millor direcció artística | Millor vestuari |
| - 'Mariela Rípodas – Eva no duerme - Daniel Gimelberg – El desierto - Augusto Latorraca – El patrón: radiografía de un crimen - Sebastián Orgambide – El Clan - Lucila Presa – Pasaje de vida                                                                            | - Valentina Bari – Eva no duerme - Julieta Bertoni – Pasaje de vida - Laura Cacherosky – Kryptonita - Julio Suárez – El Clan - Camila Videla Peña – El prisionero irlandés |
| Millor So | Millor Música Original |
| - Emiliano Biaiñ – Eva no duerme - Federico Esquerro, Santiago Fumagalli i Edson Secco – La patota - Javier Farina, Fernando Vega y Hernán Gerard – El patrón: radiografía de un crimen - Sebastián González – Kryptonita - Leandro de Loredo i Vicente D'Elia – El Clan | - La Foca – La vida de alguien - Juan Blas Caballero – Abzurdah - Lucas Kohan – El patrón: radiografía de un crimen - Valentín Portron – Eva no duerme - Pablo Sala – Pájaros negros |
| Cóndor de Plata a la Millor pel·lícula Iberoamericana | Millor pel·lícula en llengua estrangera |
| - Gloria – Sebastián Lelio - Cavalo Dinheiro – Pedro Costa - La memoria del agua – Matías Bize - Stockholm – Rodrigo Sorogoyen - Truman – Cesc Gay | - Dos dies, una nit – Jean Pierre i Luc Dardenne - Els núvols de Sils Maria – Olivier Assayas - Jeune et jolie – François Ozon - Mad Max: fúria a la carretera – George Miller - Mommy – Xavier Dolan                                                                                     |
| Millor Curtmetratge | Millor Audiovisual per Plataformes Digitals |
| - En las nubes – Marcelo Mitnik - Arroz y Fósforos – Javier Beltramino - Catalina y el sol – Anna Paula Honing - Cuchipanderos – Agostina Guala - La variación de López – Pablo Parra - El dorado de Ford – Juan Fernández Gebauer                                       | - Historia de un clan – Luis Ortega - Cromo – Lucía Puenzo, Nicolás Puenzo i Pablo Fendrik - Daemoniun: Soldado de Inframundo – Pablo Parés - Fantasmas de la ruta – José Celestino Campusano - FLa casa – Diego Lerman                                                                   |
| Millor Maquillatge i Caracterització | |
| - Karina Camporino – El patrón: radiografía de un crimen - Araceli Faraci – El Clan - Rebeca Martínez – Kryptonita - Verónica Sabatini y Norberto Poli – Eva no duerme                                                                                                   | |

## Entregues especials
L'Asociación de Cronistas Cinematográficos de la Argentina va entregar un Cóndor de Plata especial al film El acto en cuestión d'Alejandro Agresti de 1993.. Tal com estableixen els realitzadors de l'esdeveniment, la pel·lícula és una 
| « | espècie d'ariet a penes conegut entre el cinema dels ’80 i el que es va dir el Nou Cinema Argentí, realitzat íntegrament a Europa, avui El acto en cuestión és considerada una pel·lícula de culte, i manté una vigència aclaparadora. En la seva trama embasta l'humor i la nostàlgia portenya sense deixar de parlar també i fixar posició sobre els traumes i les ferides que la dictadura va ocasionar en la nostra societat, mitjançant l'ús de reeixides metàfores però també apel·lant a un llenguatge explícit i directe. | » |

## Premis a la trajectòria
Norma Aleandro, Hugo Arana, Oscar Barney Finn i Roberto Blanco Pazos.

## In Memoriam
- Ricardo Dupont
- Irma Roy
- Hugo Castro
- Mariano Mores
- Juan Pablo Laplace
- Horacio Salgán
- Plácido Donato
- Diego Treviño